# Periplaneta semenovi
Periplaneta semenovi är en kackerlacksart som beskrevs av Bei-Bienko 1950. Periplaneta semenovi ingår i släktet Periplaneta och familjen storkackerlackor. Inga underarter finns listade i Catalogue of Life.